# سلیانه
سلیانه (به عربی: سلیانة) یک منطقهٔ مسکونی در تونس است که در استان سلیانه واقع شده‌است. سلیانه ۳۱٬۲۵۱ نفر جمعیت دارد.